# Hrvatski narodni otpor
Hrvatski narodni otpor (Hrvatski narodni odpor – HNO) bila je politička organizacija Hrvata u emigraciji nakon Drugog svjetskog rata. Utemeljitelj i prvi pročelnik HNO-a bio je bivši general Hrvatskih oružanih snaga, Vjekoslav Luburić. Cilj organizacije bio je obnova neovisne hrvatske države. Njihov program se može sažeto iznijeti u izjavi generala Luburića: 
HNO je imao podružnice u Sjevernoj i Južnoj Americi, Australiji i zapadnoeuropskim državama. Jedna od ideja vodilja HNO-a bila je svehrvatsko pomirenje bivših ustaša i hrvatskih partizana, po čemu se HNO uvelike razlikovao od ostalih emigrantskih organizacija. Taj program je putem HNO-ovog časopisa Drina kasnije došao do dr. Franje Tuđmana koji ga je prihvatio. 
Nakon što je agent jugoslavenske tajne službe UDB-e Ilija Stanić ubio Luburića 1969., dolazi do nesuglasica i sukoba. Nekoliko pripadnika HNO-a (jedan od njih bio je Miro Barešić) je 1971. organiziralo ubojstvo UDB-inog agenta Vladimira Rolovića u jugoslavenskom veleposlanstvu u Stockholmu. Iako su osuđeni na doživotne kazne, oslobođeni su akcijom drugih hrvatskih emigranata (Nikola Lisac, Rudolf Prskalo, i Tomislav Rebrina) koji su u rujnu 1972. oteli švedski zrakoplov DC-9 s 87 putnika i članova posade te njime odletjeli u Španjolsku.  
Organizacija je službeno raspuštena stvaranjem neovisne Republike Hrvatske.

## Poveznice
- Ispovijest Luburićeva ubojice
- Rebrina, Barešić i Bušić već su 70-tih vodili Domovinski rat  Arhivirana inačica izvorne stranice od 24. travnja 2013. (Wayback Machine)